# Торцеві посадкові вогні

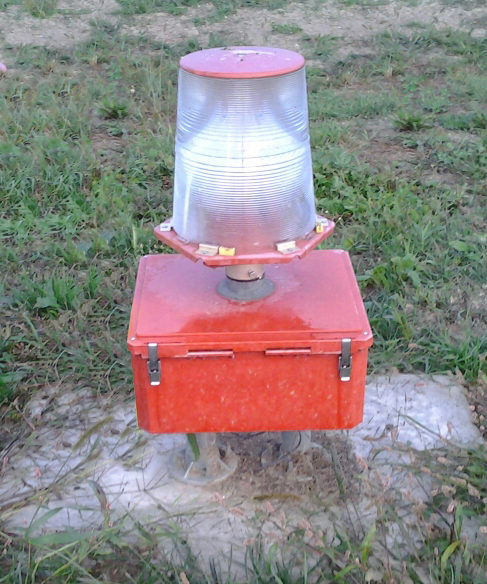
Ліхтар ТПВ

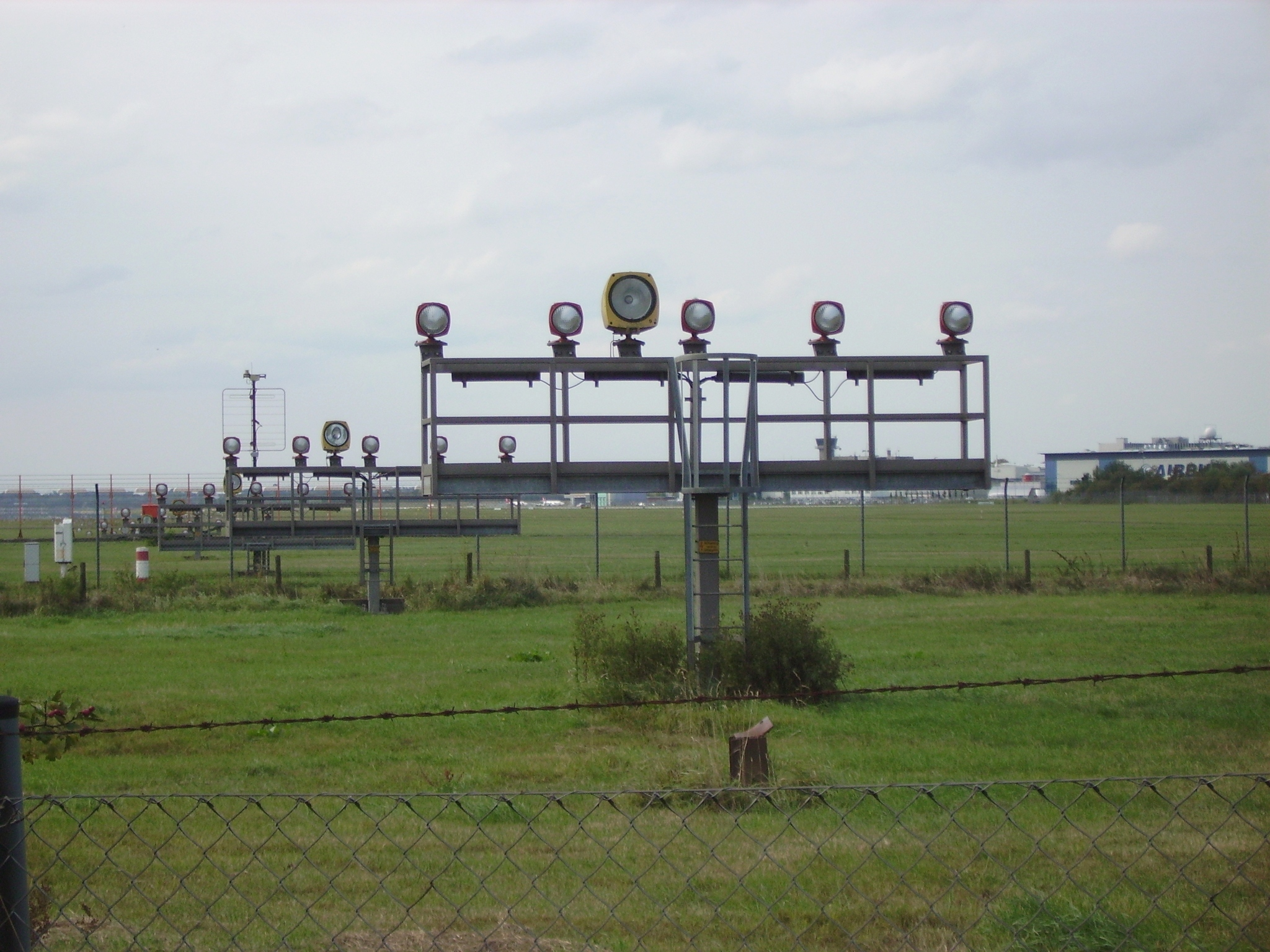
Світлова система заходу (ALS)

Торцевí посадкóві вогнí, ТПВ (англ. Runway end identifier lights (REIL) — аеродромні вогні, встановлені в багатьох аеропортах для швидкого та безпомилкового визначення межі заходу на відповідну ЗПС.

## Опис
Система складається з пари синхронізованих блимальних вогнів, що розташовані з кожного боку порогу ЗПС. ТПВ бувають як одно- (в бік заходу бортів), так і довкола-спрямовані. Їхні завдання такі:
- Розпізнання ЗПС серед множини інших джерел світла
- Вирізнення ЗПС за умов недостатньої контрастності в умовах складного рельєфу
- Розпізнання ЗПС за умов складної чи недостатньої видимості

Стосовно ТПВ існують рекомендації ІКАО:
- Повинні бути встановлені на порозі ЗПС з неточним заходом на посадку, коли необхідно створити додаткові елементи розпізнавання або коли встановлення інших допоміжних навігаційних засобів є недоцільним, та
  - коли поріг ЗПС постійно або тимчасово зміщений від її краю, через що потребує додаткового позначення.
- ТПВ повинні бути розташовані симетрично довкола центролінії ЗПС, на лінії порогу та приблизно у 10 метрах від посадкових межових вогнів.
- ТПВ мусять спалахувати білим кольором з частотою 60-120 імпульсів на хвилину.
- Вогні повинні бути видимі лише в напрямку заходу на посадку по цій ЗПС.